# Division 1 Féminine 2005-2006
La Division 1 Féminine 2005-2006 è stata la 32ª edizione della massima divisione del campionato francese femminile di calcio organizzato dalla federazione calcistica della Francia (Fédération Française de Football - FFF). Il campionato, iniziato il 4 settembre 2005 e concluso il 11 giugno 2006, ha visto l'FCF Juvisy aggiudicarsi il suo sesto titolo di Campione di Francia di categoria. Capocannoniere del torneo è stata la francese Marinette Pichon (FCF Juvisy) con 36 reti realizzate.

## Stagione

### Novità
Nel campionato l'Olympique Lione viene iscritto al posto del FC Lione.
Dalla Division 1 Féminine 2004-2005 sono stati retrocessi in Division 2 Féminine il Stade Briochin (11º posto) e il Condéen (12º posto).
Dalla Division 2 Féminine sono stati promossi il La Roche-sur-Yon e lo Compiègne.

### Formato
Le 12 squadre si affrontano in un girone all'italiana con partite di andata e ritorno, per un totale di 22 giornate. La squadra prima classificata è campione di Francia, mentre le ultime due classificate retrocedono in Division 2 Féminine. La squadra vincitrice del campionato è ammessa alla UEFA Women's Cup 2006-2007 direttamente dai sedicesimi di finale.

## Squadre partecipanti
| Club                   | Città                      | Stadio                  | Stagione 2004-2005      |
| ---------------------- | -------------------------- | ----------------------- | ----------------------- |
| CNFE Clairefontaine    | Clairefontaine-en-Yvelines | Stadio Pierre Pibarot   | 6º posto in Division 1  |
| Compiègne              | Compiègne                  | Stadio de Mercières     | 1º posto in Division 2  |
| Hénin-Beaumont         | Hénin-Beaumont             | Stadio Raymonde Delabre | 7º posto in Division 1  |
| FCF Juvisy             | Juvisy-sur-Orge            | Stadio Georges Maquin   | 2º posto in Division 1  |
| La Roche-sur-Yon       | La Roche-sur-Yon           | Stadio Saint André      | 2º posto in Division 2  |
| Montpellier            | Montpellier                | Stadio Joseph Blanc     | Campione di Francia     |
| Olympique Lione        | Lione                      | Stade de Gerland        | 3º posto in Division 1  |
| Paris Saint-Germain    | Parigi                     | Stadio George-Lefèvre   | 10º posto in Division 1 |
| Saint-Memmie Olympique | Saint-Memmie               | Stadio Déborah Jeannet  | 9º posto in Division 1  |
| Soyaux                 | Soyaux                     | Stadio Léo Lagrange     | 4º posto in Division 1  |
| Tolosa                 | Tolosa                     | Stadio de la Ramée      | 5º posto in Division 1  |
| Vendenheim             | Vendenheim                 | Stadio Waldeck          | 8º posto in Division 1  |

## Classifica finale
|  | Pos. | Squadra                | Pt | G  | V  | N | P  | GF | GS | DR  |
|  | ---- | ---------------------- | -- | -- | -- | - | -- | -- | -- | --- |
|  | 1.   | FCF Juvisy             | 85 | 22 | 21 | 0 | 1  | 83 | 15 | +68 |
|  | 2.   | Montpellier            | 76 | 22 | 17 | 3 | 2  | 68 | 15 | +53 |
|  | 3.   | Olympique Lione        | 60 | 22 | 10 | 8 | 4  | 34 | 12 | +22 |
|  | 4.   | Tolosa                 | 59 | 22 | 11 | 4 | 7  | 38 | 18 | +20 |
|  | 5.   | CNFE Clairefontaine    | 56 | 22 | 10 | 4 | 8  | 42 | 31 | +11 |
|  | 6.   | Soyaux                 | 56 | 22 | 10 | 4 | 8  | 40 | 30 | +10 |
|  | 7.   | Hénin-Beaumont         | 51 | 22 | 9  | 2 | 11 | 27 | 51 | -24 |
|  | 8.   | Paris Saint-Germain    | 49 | 22 | 8  | 3 | 11 | 26 | 32 | -6  |
|  | 9.   | Compiègne              | 43 | 22 | 5  | 6 | 11 | 23 | 41 | -18 |
|  | 10.  | La Roche-sur-Yon       | 37 | 22 | 4  | 3 | 15 | 19 | 55 | -36 |
|  | 11.  | Vendenheim             | 34 | 22 | 2  | 6 | 14 | 14 | 53 | -39 |
|  | 12.  | Saint-Memmie Olympique | 32 | 22 | 3  | 1 | 18 | 15 | 76 | -61 |

Legenda:
      Campione di Francia e ammessa alla UEFA Women's Cup 2006-2007.
      Retrocesse in Division 2.
Note:
Quattro punti a vittoria, due a pareggio, uno a sconfitta.
Il CNFE Clairefontaine si è ritirato al termine del campionato.

## Risultati

### Tabellone
|                     | Cla  | Com  | Hén  | Juv  | RsY  | Mon  | OLi  | PSG  | SMO  | Soy  | Tol  | Ven  |
| ------------------- | ---- | ---- | ---- | ---- | ---- | ---- | ---- | ---- | ---- | ---- | ---- | ---- |
| CNFE Clairefontaine | –––– | 8-1  | 3-1  | 2-6  | 4-1  | 1-3  | 1-0  | 0-2  | 0-1  | 0-1  | 1-3  | 1-1  |
| Compiègne           | 0-2  | –––– | 1-0  | 1-2  | 2-2  | 1-5  | 1-1  | 0-0  | 4-0  | 2-2  | 0-0  | 2-0  |
| Hénin-Beaumont      | 2-1  | 0-1  | –––– | 0-4  | 3-2  | 0-7  | 0-0  | 3-1  | 2-1  | 1-1  | 2-1  | 2-0  |
| Juvisy              | 3-1  | 3-1  | 6-1  | –––– | 4-0  | 2-4  | 4-0  | 5-0  | 5-0  | 3-2  | 2-1  | 4-0  |
| La Roche-sur-Yon    | 1-4  | 2-0  | 1-2  | 0-2  | –––– | 0-4  | 0-4  | 0-2  | 3-1  | 2-2  | 0-4  | 1-0  |
| Montpellier         | 0-0  | 5-1  | 6-0  | 1-3  | 2-1  | –––– | 2-1  | 2-0  | 7-0  | 4-0  | 0-0  | 4-0  |
| Olympique Lione     | 1-1  | 2-0  | 5-1  | 0-1  | 4-0  | 0-0  | –––– | 1-0  | 4-0  | 0-0  | 0-0  | 0-0  |
| Paris SG            | 1-2  | 1-0  | 2-0  | 0-4  | 3-0  | 1-2  | 1-2  | –––– | 3-2  | 0-2  | 2-1  | 3-0  |
| Saint-Memmie Ol.    | 0-5  | 2-1  | 2-3  | 0-10 | 0-2  | 0-2  | 0-2  | 0-0  | –––– | 1-4  | 0-4  | 0-2  |
| Soyaux              | 1-2  | 1-0  | 1-3  | 0-2  | 6-0  | 3-1  | 0-2  | 2-1  | 7-2  | –––– | 0-3  | 2-0  |
| Tolosa              | 1-2  | 1-2  | 4-1  | 1-3  | 1-0  | 0-1  | 0-0  | 2-1  | 4-0  | 1-0  | –––– | 3-0  |
| Vendenheim          | 1-1  | 2-2  | 1-0  | 0-5  | 1-1  | 1-6  | 0-5  | 2-2  | 2-3  | 0-3  | 1-3  | –––– |

## Statistiche

### Classifica marcatrici
Tratta dal sito footofeminin.fr
| Gol |  |  | Giocatore                 | Squadra             |
| --- |  |  | ------------------------- | ------------------- |
| 36  |  |  | Marinette Pichon          | FCF Juvisy          |
| 16  |  |  | Hoda Lattaf               | Montpellier         |
| 14  |  |  | Laëtitia Tonazzi          | FCF Juvisy          |
| 12  |  |  | Sonia Bompastor           | Montpellier         |
| 12  |  |  | Virginie Bourdille-Mendes | FCF Juvisy          |
| 12  |  |  | Corine Petit              | Soyaux              |
| 12  |  |  | Lilas Traïkia             | Tolosa              |
| 11  |  |  | Ingrid Boyeldieu          | Hénin-Beaumont      |
| 11  |  |  | Sandrine Brétigny         | Olympique Lione     |
| 11  |  |  | Amandine Henry            | CNFE Clairefontaine |